# Жаклин Лорианс
Жаклин Лорианс (фр. Jacqueline Lorians, также Lorains, род. 4 февраля 1962 или 4 февраля 1961, Париж) — бывшая французская порноактриса 1980-х годов, лауреатка премий AVN Awards и XRCO Award.

## Биография
Жаклин родилась в 1962 году во Франции. В возрасте 18 лет переехала в США и начала карьеру порноактрисы, дебютировав в лесбийской сцене для фильма «Ночные мечты». В следующем году она появится в сиквеле фильма «Дьявол в мисс Джонс», разделив плакат и сцены с Джорджиной Спельвин.
Снималась для таких студий, как Caballero, Vivid, Cal Vista, Classic X, VCX, Metro, Blue Vanities, VCA Pictures, Evil Angel, Hi-Times, Vidco, Pepper, Pleasure, Gourmet/GVC, Wet Video, Sin City и других.
У Жаклин были отношения с Джейн Уотер (Jane Water), а также с порноактёром Полом Томасом. Именно с Уотер она сыграла в фильмах Daddy’s Darling Daughters и Traci’s Big Trick.
В 1989 году выиграла премии AVN Awards и XRCO Award в номинации «лучшая актриса второго плана» за фильм Beauty and the Beast.
Ушла из индустрии в 1990 году, снявшись в общей сложности в 145 фильмах.

## Премии и номинации
| Год  | Церемония  | Результат | Номинация                    | Работа                       |
| ---- | ---------- | --------- | ---------------------------- | ---------------------------- |
| 1989 | AVN Awards | Победа    | Лучшая актриса второго плана | Beauty and the Beast (видео) |
| 1989 | XRCO Award | Победа    | Лучшая актриса второго плана | Beauty and the Beast         |

## Избранная фильмография
- Babylon Blue[12],
- Dirty Girls[13],
- Erotic City[14],
- Goin' Down[15],
- In the Pink[16],
- Jacqueline Lorians Anthology[17],
- Ladies of the 80’s[18],
- Night Dreams[4],
- Reamin' Reunion[19],
- Sexaholic[20],
- Tracy In Heaven[21],
- Working Overtime[22].